# Alfafar
Alfafar és un municipi del País Valencià, situat a la comarca de l'Horta Sud.

## Geografia
Alfafar, situat a 5 km de la ciutat de València, té un terme municipal de més de 10 km² de superfície plana i fèrtil, majoritàriament dedicada a regadius, entre els quals predomina l'arròs. El seu nucli urbà edificat ocupa poc més d'un 10%. Gran part del terme és dins del Parc Natural de l'Albufera.
El seu terme municipal limita amb els de Massanassa, Paiporta, Sedaví, Benetússer i València ciutat. El terme es troba travessat de nord a sud per quatre grans eixides viàries que comuniquen el poble amb la capital i que li conferixen una gran accessibilitat, tant per carretera com per tren: l'autovia cap a Alacant-Albacete (coneguda popularment com a pista de Silla), l'antiga carretera N-340 (Camí Reial de Madrid), la via del ferrocarril i la CV-400 (el corredor comarcal). A més, la carretera d'Alfafar-El Saler creua el terme d'est a oest.
El municipi disposa de diversos barris: el Tremolar, el Barri Orba (comunament denominat Parc Alcosa), la Fila, l'Hort del Comte, els Alfalars i el Rajolar.

## Història
Alfafar va ser en el seu dia una alqueria musulmana. El nom procedix de l'àrab a l'Hofra, que significa 'lloc fondo', de clots o fosses. Eixes fosses s'han trobat en temps bastant recents durant el procés de realització d'obres en el centre del poble. En un cantó de la plaça del País Valencià, van aparéixer galeries a una profunditat de quatre a cinc metres; s'hi van trobar diversos trossos de ceràmica, que es creu que daten dels segles IX o X. En nom d'al Hofra va transformar-se successivament, per corrupció i ús de la paraula, en Alfolfar, Alfofar, fins a l'actual Alfafar.
En el Llibre del Repartiment de Jaume I, hi ha constància de donacions al juny del 1238 (abans de la conquesta de València, que es va realitzar a l'octubre) de cases i terres, a gent de les seues hosts a "Alqueriam d'Alfofar". Al gener del 1347, el rei Pere IV el Cerimoniós dona totes les terres al senyor Pere Boïl, cavaller principal del regne, que les convertix en senyoriu a favor seu el catorze de febrer del 1363. La seua família hi va exercir fins a la desaparició dels senyorius el 1812. Encara que resten poques edificacions antigues, se suposa que, per Alfafar, passava la via Augusta, i que va existir un nucli de població molt antic dedicat a l'agricultura i a la pesca, a causa de la proximitat del lloc amb el llac de l'Albufera.
L'any 2024 fou un dels municipis més afectats pel greu episodi de gota freda, amb desenes de morts.

## Demografia
A data de 2022, Alfafar tenia 21.480 habitants (INE).
| any  | habitants |
| ---- | --------- |
| 1900 | 2.552     |
| 1910 | 2.934     |
| 1920 | 3.241     |
| 1930 | 3.531     |
| 1940 | 3.983     |
| 1950 | 4.126     |
| 1960 | 4.394     |
| 1970 | 13.093    |
| 1981 | 18.787    |
| 2000 | 19.996    |
| 2010 | 20.730    |
| 2020 | 21.395    |

## Economia
L'economia del municipi ha estat, fins als últims anys, agrícola. Hi ha predominat el cultiu de l'arròs i en menor grau, de la taronja, però amb l'evolució de l'economia, actualment hi preval el sector industrial i comercial, al qual cal afegir el desenvolupament, en els últims anys, del sector servicis. Bona part de les empreses del municipi s'han desplaçat a la zona industrial. A més, s'hi estan establint un bon nombre de noves empreses a causa dels bons servicis i comunicacions (accés a la pista de Silla, xarxa ferroviària i transport col·lectiu urbà).
En el sector industrial, cal tindre en compte que Alfafar i els seus voltants ha estat tradicionalment una zona dedicada a la indústria del moble (es coneixen com a Triangle del Moble Alfafar, Benetússer i Sedaví). Es tracta d'una activitat important, encara que els centres de treball s'han desplaçat a poc a poc cap als polígons industrials. Entre un 40% i un 60% de la demanda d'ocupació de la població activa del municipi d'Alfafar pertany al sector servicis, la qual cosa podria explicar-se si pensem que una de les activitats destacades del municipi i dels pobles limítrofs es basa en els comerços, encara que ben sovint es tracte de xicotets i mitjans comerços. Recentment s'hi han inaugurat el centre comercial MN4, un complex comercial i d'oci, i el 17 de juny de 2014, Ikea, una gran superfície dedicada a la venda de mobles; la qual cosa suposa un nou jaciment d'ocupació, que s'afegix a l'oferta creada pel parc de l'Albufera i el centre comercial Carrefour.
Alfafar és considerada una zona de gran activitat comercial. L'existència d'estes grans superfícies comercials i d'oci provoca que la proximitat dels potencials centres de treball al domicili dels demandants signifique per a estos un atractiu amb vista a la inserció laboral. Al seu torn, també hi ha l'interés de l'empresari per contractar persones residents en la zona.

## Política i govern

### Composició de la Corporació Municipal
El Ple de l'Ajuntament està format per 21 regidors. En les eleccions municipals de 26 de maig de 2019 foren elegits 11 regidors del Partit Popular (PP), 8 del Partit Socialista del País Valencià (PSPV-PSOE), 1 de Compromís per Alfafar (Compromís) i 1 d'Unides Podem-Esquerra Unida Alfafar (Podem-EUPV).
| Eleccions municipals de 26 de maig de 2019 - Alfafar                                                                            |                                          |                                     |                                     |         |          |          |
| Candidatura | Candidatura                              | Candidatura                         | Cap de llista                       | Vots    | Vots     | Regidors |
| | Partit Popular                           |                                     | Juan Ramón Adsuara Monlleó          | 4.099   | 44,08%   | 11 (+1)  |
| | Partit Socialista del País Valencià-PSOE |                                     | Noelia García Ráez                  | 3.105   | 33,38%   | 8 (+2)   |
| | Compromís per Alfafar                    |                                     | Amalia Esquerdo Alcaraz             | 618     | 6,65%    | 1 (-1)   |
| | Unides Podem - Esquerra Unida Alfafar    |                                     | Inmaculada Dorado Quintana          | 599     | 6,44%    | 1 (-1)   |
| | Altres candidatures                      |                                     |                                     | 825     | 8,87%    | 0 ( -1)  |
| | Vots en blanc                            |                                     |                                     | 53      | 0,57%    |          |
| Total vots vàlids i regidors | Total vots vàlids i regidors             | Total vots vàlids i regidors        | Total vots vàlids i regidors        | 9.298   | 100 %    | 21       |
| | Vots nuls                                | Vots nuls                           | Vots nuls                           | 59      | 0,64%    |          |
| Participació (vots vàlids més nuls)                                                                                             | Participació (vots vàlids més nuls)      | Participació (vots vàlids més nuls) | Participació (vots vàlids més nuls) | 9.358   | 60,73%** |          |
| Abstenció | Abstenció                                | Abstenció                           | Abstenció                           | 6.052*  | 39,27%** |          |
| Total cens electoral | Total cens electoral                     | Total cens electoral                | Total cens electoral                | 15.410* | 100 %**  |          |
| Alcalde: Juan Ramón Adsuara Monlleó (PP) (15/06/2019) Per majoria absoluta dels vots dels regidors (11 vots de PP)              |                                          |                                     |                                     |         |          |          |
| Fonts: JEC, JEZ València, M. Interior, Periòdic Ara. (* No són vots sinó electors. ** Percentatge respecte del cens electoral.) |                                          |                                     |                                     |         |          |          |

### Alcaldes
Des de 2011 l'alcalde d'Alfafar és Juan Ramón Adsuara Monlleó de PP.
| Període     | Alcalde o alcaldessa         | Partit polític | Data de possessió | Observacions |
| ----------- | ---------------------------- | -------------- | ----------------- | ------------ |
| 1979–1983   | José Martínez Chust          | PSPV-PSOE      | 19/04/1979        | --           |
| 1983–1987   | José Martínez Chust          | PSPV-PSOE      | 28/05/1983        | --           |
| 1987–1991   | José Martínez Chust          | PSPV-PSOE      | 30/06/1987        | --           |
| 1991–1995   | José Martínez Chust          | PSPV-PSOE      | 15/06/1991        | --           |
| 1995–1999   | Joan Josep Baixauli Baixauli | PSPV-PSOE      | 17/06/1995        | --           |
| 1999–2003   | Joan Josep Baixauli Baixauli | PSPV-PSOE      | 03/07/1999        | --           |
| 2003–2007   | Emilio Muñoz García          | PSPV-PSOE      | 14/06/2003        | --           |
| 2007–2011   | Emilio Muñoz García          | PSPV-PSOE      | 16/06/2007        | --           |
| 2011–2015   | Juan Ramón Adsuara Monlleó   | PP             | 11/06/2011        | --           |
| 2015–2019   | Juan Ramón Adsuara Monlleó   | PP             | 13/06/2015        | --           |
| 2019-2023   | Juan Ramón Adsuara Monlleó   | PP             | 15/06/2019        | --           |
| Des de 2023 | Juan Ramón Adsuara Monlleó   | PP             | 17/06/2023        | --           |

## Monuments

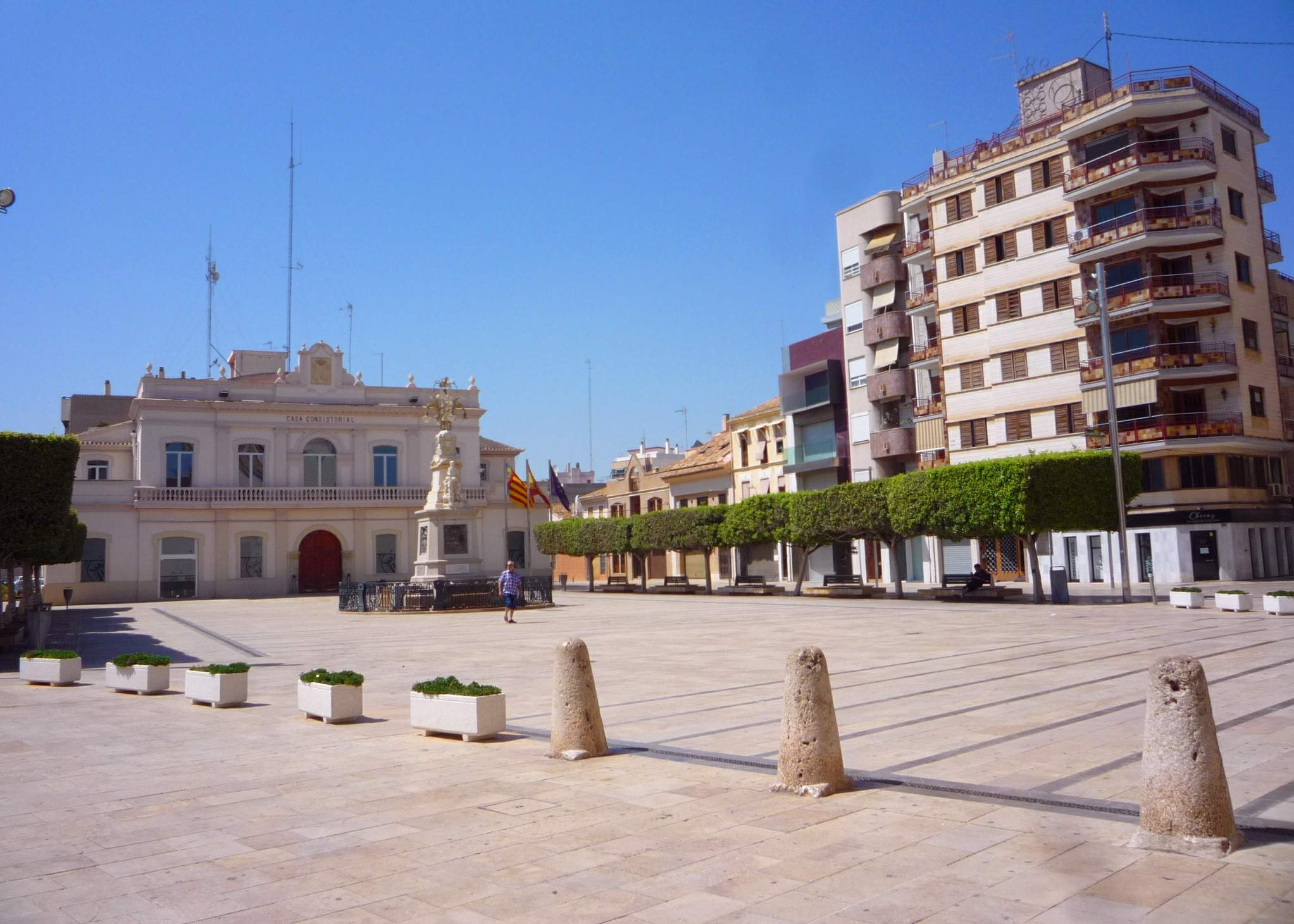
Plaça del País Valencià d'Alfafar, amb l'Ajuntament de la localitat al fons

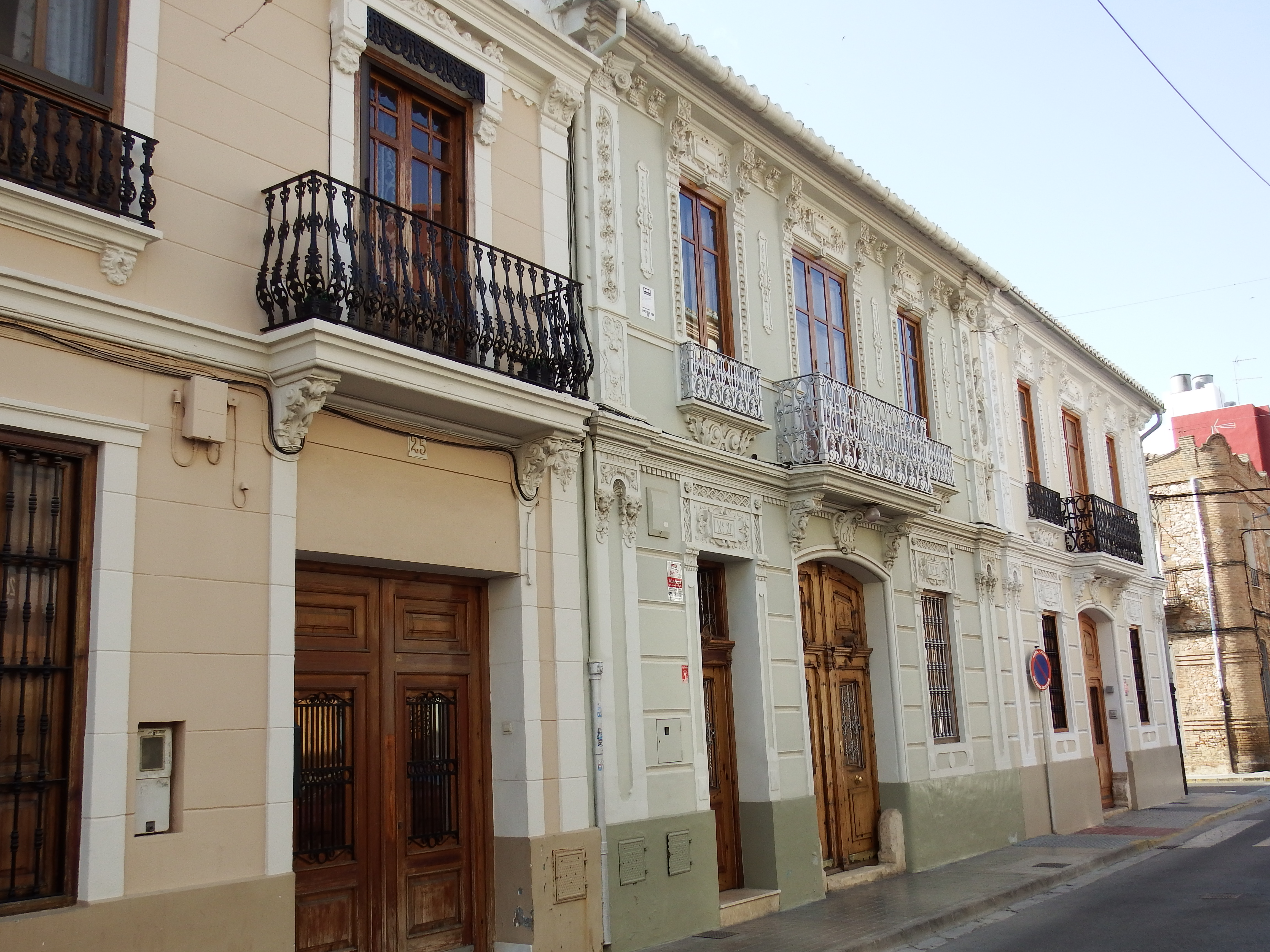
Vivendes al carrer del Sol, al nucli antic del municipi

- Església de la Mare de Déu del Do. L'origen de la parròquia d'Alfafar es remunta als primers anys després de la conquista del Regne de València. Constituïa la primera demarcació parroquial situada al sud del terme de la ciutat. L'actual temple parroquial, que substituïx un altre anterior d'estil gòtic situat sobre el mateix lloc, va ser iniciat el 1736 amb aportacions del mateix poble i fou conclòs l'any 1748. Es tracta d'un edifici construït a base de maçoneria reforçada per capes de rajola cuita a la manera romana, en l'estil barroc popular valencià, típic per a les construccions de la primera meitat del segle xviii.
- Antic sindicat Arrosser. Edifici de corrent noucentista. El 1942, l'edifici va passar a ser propietat del sindicat Arrosser de la Federació d'Agricultors de l'Arròs a l'estat espanyol, per a oficines i magatzem.
- Plaça del País Valencià. Inaugurada a mitjan 2006, està situada al centre de la localitat i s'hi troben els principals monuments com ara l'Església i l'Ajuntament.

## Llocs d'interés
- L'Albufera
- Alqueria del Pi

## Festes locals
- Festes patronals a finals del mes d'agost. El dia gran és el 8 de setembre, amb motiu la festa de la Mare de Déu. Dins del calendari, se celebren els actes en honor de la Mare de Déu del Socors, Sant Sebastià, la Mare de Déu d'Agost i la Puríssima. El dia 17 de setembre, es commemora la trobada de la Mare de Déu en el lledoner.
- Festa en honor de la Mare de Déu dels Desemparats: es realitza en la primera setmana de juny en el barri de l'Arborar.
- Festa Gran o Popular a mitjan mes de juliol i en el mes de novembre, la festa en honor del Santíssim Crist, en el Parc Alcosa.
- Creu de Maig. Els casals fallers són els encarregats dels actes i programes al voltant de la històrica Creu de maig.
- Festes del Tremolar, en honor de la Mare de Déu dels Desemparats al Tremolar, a la primera setmana de juny.

## Persones rellevants
- Mercé Viana Martínez (Alfafar, 1946), escriptora i pedagoga, galardonada amb diversos premis de literatura.
- Llorenç Giménez (Alfafar, 1954 – 2019), contacontes valencià, guanyador de diversos premis i de la Distinció de la Generalitat Valenciana al Mèrit Cultural l'any 2019.[10] El 2019 l'Ajuntament va canviar el nom de la Fira del Llibre d'Alfafar per Fira del Llibre Llorenç Giménez en reconeixement del contacontes.[11]